# Goldpokal (Segeln)

Karte der Goldpokal-Austragungsorte 1963–2013

Der Goldpokal oder Goldcup ist der wichtigste Wettbewerb der Folkeboot-Klasse im Segeln und kommt einer inoffiziellen Weltmeisterschaft gleich.
Der Wettbewerb wird seit 1963 in Schweden, Dänemark und Deutschland ausgetragen, obwohl die Teilnehmer aus etlichen europäischen und amerikanischen Ländern kommen.

## Geschichte und Austragungsmodus
Der ursprüngliche Pokal wurde 1963 vom Lübecker Senator Hagelstein als Wanderpokal gestiftet, war aus reinem Gold (1 kg schwer, 985er Gold) und durfte wegen seines Wertes nur in einem Banksafe aufbewahrt werden. Zusätzlich bekam der Sieger eine werftneues Folkeboot. Der Goldpokal darf nicht graviert werden. Die Gewinner werden auf einer Pergamentrolle eingetragen, die im Innern des Pokals verwahrt wird.
Nach den Bestimmungen, nach denen derjenige Club, der den Goldcup sechsmal gewonnen hatte, den Pokal behalten darf, ging der erste Pokal 1974 an den København Amatør Sejlklub (KAS), der zweite 1982 an den Kerteminde Sejlklub.
Ursprünglich sollte der Wettbewerb ausschließlich in Lübeck-Travemünde oder in einer dänischen Stadt ausgetragen werden. 1984 wurde aufgrund der hohen Anzahl gemeldeter Boote (96, davon 8 aus den USA) das Feld in zwei Wettbewerbe aufgeteilt: den Goldpokal und den neu gestifteten Silberpokal.
Der ersten Siegercrew 1963 gehörte mit Heinrich Dahlinger ein Handball-Weltklassespieler an.

## Austragungsorte und Gewinner
| Jahr | Ort                            | Gold | Silber                                                                                                   | Bronze                                                                                                   |
| ---- | ------------------------------ | --- | --- | --- |
| 1963 | Travemünde                     | Daddel (GER 105), GER Bruno Splieth, KYC Heinrich Dahlinger Frieder Heinzel                              | | |
| 1964 | Kopenhagen                     | Tine (DEN 307), DEN Peter Michael Larsen, Taarbæk SK Poul Jensen Michael Lauersen                        | | |
| 1965 | Kopenhagen                     | Miki IV (DEN 250), DEN Sven Mik-Meyer, Skovshoved SK Jørgen Mik-Meyer Poul Mik-Meyer                     | | |
| 1966 | Kopenhagen                     | Tine (DEN 307), DEN Peter Michael Larsen, Taarbæk SK Poul Jensen Michael Lauersen                        | | |
| 1967 | Travemünde                     | Helle (DEN 431), DEN Claus Hjorth, KAS Ove Hjorth Karsten Ask                                            | | |
| 1968 | Fredericia                     | Helle (DEN 431), DEN Claus Hjorth, KAS Ove Hjorth Karsten Ask                                            | | |
| 1969 | Travemünde                     | Helle (DEN 431), DEN Claus Hjorth, KAS Ove Hjorth Karsten Ask                                            | | |
| 1970 | Travemünde                     | Helle (DEN 431), DEN Claus Hjorth, KAS Ove Hjorth Karsten Ask                                            | | |
| 1971 | Travemünde                     | Helle (DEN 431), DEN Claus Hjorth, KAS Ove Hjorth Karsten Ask                                            | | |
| 1972 | Horsens                        | Solita (DEN 560), DEN Knud Andreasen, Kerteminde SK John Christensen Frits Busch                         | | |
| 1973 | Travemünde                     | Sol-lie (GER 206), GER Andreas Christiansen, FSC Knud Christiansen Andreas St. Christiansen              | | |
| 1974 | Kerteminde                     | Nup (DEN 607), DEN Flemming Hansen, KAS Per Christensen Niels Jørgen Jensen                              | | |
| 1975 | Kiel                           | Tibbe (DEN 541), DEN Erik Andreasen, Kerteminde SK Jørgen Knudsen Christen Kold                          | | |
| 1976 | Kopenhagen                     | Tibbe (DEN 541), DEN Erik Andreasen, Kerteminde SK Jørgen Knudsen Poul Ankjær                            | | |
| 1977 | Kiel                           | Nup (DEN 607), DEN Flemming Hansen, KAS Niels Andersen Bent Christensen                                  | | |
| 1978 | Malmö                          | Skruff (SWE 1212), SWE Peter Sohl, Sölvesborgs SS Per-Arne Johansson Anders Nilsson                      | | |
| 1979 | Snaptun                        | Solita (DEN 560), DEN Knud Andreasen, Kerteminde SK Frits Busch Kim Larsen                               | | |
| 1980 | Kiel                           | Wood-y (DEN 687), DEN Henrik Kold, Kerteminde SK Sandeep Sander Flemming Kold                            | | |
| 1981 | Kerteminde                     | Tibbe Tit (DEN 788), DEN Erik Andreasen, Kerteminde SK Jørn Knudsen Carl Ove Dydensborg                  | | |
| 1982 | Simrishamn                     | Solita (DEN 560), DEN Knud Andreasen, Kerteminde SK Henrik Kold Eddy Unglaub                             | | |
| 1983 | Kerteminde                     | Kristine (DEN 805), DEN Henrik Sørensen, Roskilde SK John Skjoldby Petersen Carsten Rye Hansen           | | |
| 1984 | Flensburg                      | Mareike (GER 539), GER Horst Dittrich, SC Eckernförde Karsten Luebbe Peter Lehr                          | (ein Silberpokalwettbewerb wurde ausgetragen)                                                            | |
| 1985 | Kalø Vig                       | Swallow (DEN 633), DEN Torben Olesen, Egå SK Jan Marcussen Morten F Jensen                               | | |
| 1986 | Eckernförde                    | Kaos (DEN 797), DEN Kaj Funder Nielsen, Gråsten SK Ib Funder Nielsen Lars B Poulsen                      | | |
| 1987 | Lynæs                          | Sagitta (GER 299), GER Walter Muhs, Schlei Segel Club Schleswig SSC Norbert Jürgensen Hans-Jorgen Duggen | | |
| 1988 | Kiel                           | Daddys Girl (DEN 865), DEN Christen Kold, Kerteminde SK Jens Kold Mogens Finks                           | | |
| 1989 | Egå                            | Tenny (DEN 958), DEN Henrik Kold, Kerteminde SK Tenna Pedersen Benny Pedersen                            | | |
| 1990 | Travemünde                     | Lord Jim (GER 574), GER Horst Schultze, KYC Peter Przywarra Karl Rath                                    | | |
| 1991 | Åbenrå                         | Chess (DEN 1046), DEN Henrik Kold, Kerteminde SK Søren Hansen Jan Braarup                                | | |
| 1992 | Kiel                           | Voila (DEN 1071), DEN Erik Andreasen, Kerteminde SK Lotte Andreasen Poul Ankjær                          | | |
| 1993 | Kerteminde                     | Chess (DEN 1046), DEN Henrik Kold, Kerteminde SK Fleming Kold Jan Braarup                                | | |
| 1994 | Malmö                          | Voila (DEN 1071), DEN Erik Andreasen, Kerteminde SK Lotte Andreasen Poul Ankjær                          | | |
| 1995 | Warnemünde                     | Arosia (DEN 856), DEN Jesper Bendix, Fredericia SK Jacob Grønbech Jesper Baungaard                       | | |
| 1996 | Rudkøbing                      | Chess (DEN 1013), DEN Henrik Kold, Kerteminde SK Claus Schou Nielsen Anders Wibung                       | | |
| 1997 | Thisted                        | Team (DEN 890), DEN Peter Due, Egå SK Morgens Pedersen Kurt M Petersen                                   | | |
| 1998 | Travemünde                     | Marquisen (DEN 951), DEN Torben Olesen, Egå SK Lars Dahlbøge Palle Hemdorrf                              | | |
| 1999 | Årøsund                        | Amadeus (DEN 990), DEN Theis Palm, Haderslev SC Svend Nielsen Søren Nielsen                              | | |
| 2000 | Eckernförde                    | Ylva (GER 739), GER Ulf Kipcke, KYC Dieter Kipcke Gero Martens                                           | | |
| 2001 | Halmstad                       | Liselotte (DEN 1119), DEN Erik Andreasen, Kerteminde SK Lotte Andreasen Kurt Lange                       | | |
| 2002 | Fredericia                     | Joker (DEN 871), DEN Per Jørgensen, Kolding SK Lars Jørgensen Kjeld Hansen                               | | |
| 2003 | Åbenrå                         | Can-Can (DEN 826), DEN Per Hovmark, Thisted SK Søren Bredal Schultz Claus Lauritsen                      | Stampe (DEN 703), DEN Christian Thomsen, Kolding SK Henrik Holk Torben Lissau                            | Cirkeline (DEN 873), DEN Tom Carlsen, Sundby SF Søren Ejsenhardt Palle Wulf Larsen                       |
| 2004 | Niendorf (Timmendorfer Strand) | Can-Can (DEN 826), DEN Per Hovmark, Thisted SK Søren Bredal Schultz Claus Lauritsen                      | Le redutable (GER 721), GER Cristoph Nielsen, SV03 Torben Dehn Rolf Lange                                | Madonna (DEN 1029), DEN Heines Nielsen, Kolding SK Erik Madsen Hans Henrichsen                           |
| 2005 | Malmö                          | Can-Can (DEN 826), DEN Per Hovmark, Thisted SK Søren Bredal Schultz Claus Lauritsen                      | Tibbetit (DEN 841), DEN Brian Frisendahl, Sundby SF Jan Knudsen Henrik Green                             | Boat name (DEN 1131), DEN Erik Andreasen, Kerteminde SK Erik Køster Mogens Pedersen                      |
| 2006 | Bogense                        | Geppeline (DEN 926), DEN Per Buch, KS Hans Schultz Peter Jørgsholm                                       | | |
| 2007 | Kerteminde                     | SIF (DEN 994), DEN Søren Kästel, Skælskør Amatør Sejlklub Jens Löppenthin Karl-Erik Svare Nielsen        | Can-Can (DEN 826), DEN Per Hovmark, Thisted SK Søren Bredal Schultz Claus Lauritsen                      | Astrea (DEN 959), DEN Lars Tjørnvig, Kolding SK NN                                                       |
| 2008 | Glücksburg (Ostsee)            | SIF (DEN 994), DEN Søren Kæstel, Skælskør Amatør Sejlklub Jens Löppenthin Karl-Erik Svare Nielsen        | Chiquita (GER 658), GER Cristoph Nielsen, SV03 Torben Dehn Krzysztof Paschke                             | Ylva (GER 739), GER Ulf Kipcke, KYC Dieter Kipcke Gero Martens                                           |
| 2009 | Marstrand                      | Chiquita (GER 658), GER Cristoph Nielsen, SV03 Torben Dehn Krzysztof Paschke                             | Geppeline (DEN 926), DEN Per Buch, KS Hans Schultz Peter Jørgsholm                                       | Olfert (DEN 930), DEN Heines Nielsen, Kolding SK Helmuth Schwarz Ole Mathiesen                           |
| 2010 | Skælskør                       | Chiquita (GER 658), GER Cristoph Nielsen, SV03 Torben Dehn Finn Felsberg                                 | Jule (GER 764), GER Stefan Schneider, SpYC Günter Dörband Frank Peter Thieme                             | Joker (DEN 871), GER Udo Pflüger, VSaW Lars Jensen Susanne Pflüger                                       |
| 2011 | Travemünde                     | Jule (GER 764), GER Stefan Schneider, SpYC Günter Dörband Frank Peter Thieme                             | Chiquita (GER 658), GER Cristoph Nielsen, SV03 Torben Dehn Finn Felsberg                                 | Paula (GER 466), GER Walther Furthmann, YCS Hans-Christian Mrowka Richard Mühe                           |
| 2012 | Sandhamn                       | Geppeline (DEN 926), DEN Per Buch, KS Hans Schultz Peter Puck                                            | Chiquita (GER 658), GER Cristoph Nielsen, SV03 Gunter May Klaus Reichenberger                            | SIF (DEN 994), DEN Søren Kästel, Skælskør Amatør Sejlklub Jens Löppenthin Karl-Erik Svare Nielsen        |
| 2013 | Niendorf (Ostsee)              | Cirkeline (DEN 873), DEN Søren Kæstel, Hellerup Sejlklub Erik Andersen Johannes E. Olsen                 | Paula (GER 466), GER Walther Furthmann, YCS Gunnar Ceccotti Anna Pfau                                    | Kong Fus (DEN 952), DEN Køster, Erik, Kolding Sejlklub                                                   |
| 2014 | Kerteminde                     | Tibbe Tit (DEN 841), DEN Brian Frisendahl, Sundby Sejlforening Michael Empacher Claus Nygaard            | ALPI (DEN 850), DEN Flemming Palm, Kerteminde Sejlklub Thomas Bastrup Søren Nissen                       | hasta la vista (GER 564), GER Sönke Durst, Laboer Regattaverein von 1910 Karsten Butze Bredt Marc Rokiki |
| 2015 | Warnemünde                     | Ylva (GER 739), GER Ulf Kipcke, KYC Dieter Kipcke Peer Jansen                                            | Tibbe Tit (DEN 841), DEN Brian Frisendahl, Sundby Sejlforening Michael Empacher Claus Nygaard            | La Pampri2 (FIN 348), FIN Herman Saari, SMPS Aleksi Lehtonen Thomas Hacklin                              |
| 2016 | Helsinki                       | Kajka (DEN 55), DEN Per Jørgensen, Kolding Sejlklub Kristian Hansen Claes Hoglert                        | Gisti (DEN 1130), DEN Ditte Andreasen, Sundby Sejlforening Benny Christensen Anders Jonas Rønn Perdersen | hasta la vista (GER 564), GER Sönke Durst, Laboer Regattaverein von 1910 Karsten Butze Bredt Marc Rokiki |
| 2017 | Kerteminde                     | Geppeline (DEN 926), DEN Per Buch, Kerteminde Sejlklub Hans Schultz Per Puck                             | Evergreen (DEN 703), DEN Per Jørgensen, Kolding Sejlklub Kristian Hansen Lars Jensen                     | Cirkeline (DEN 873), DEN Søren Kæstel, Hellerup Sejlklub Alex Lindegaard Erik Andersen                   |
| 2018 | Simrishamn                     | Cirkeline (DEN 873), DEN Søren Kæstel, Hellerup Sejlklub Alex Lindegaard Erik Andersen                   | Geppeline (DEN 926), DEN Per Buch, Kerteminde Sejlklub Hans Schultz Per Puck                             | NOA (SWE 1373), SWE Jerry Håkansson, Karlshamns Segelsällskap Hans Hamel Lars Persson                    |
| 2019 |                                | wegen Corona abgesagt                                                                                    | | |
| 2020 | Eckernförde                    | wegen Corona abgesagt                                                                                    | | |
| 2021 |                                | wegen Corona abgesagt                                                                                    | | |
| 2022 | Kiel                           | Cirkeline (DEN 873), DEN Søren Kæstel, Hellerup Sejlklub Erik Anderson Alex Lindegaard                   | Ylva (GER 739), GER Ulf Kipcke, KYC Dieter Kipcke Gero Martens                                           | Pas-Sais (DEN 666), DEN John Wulff, Jægerspris Sejlklub Benny Christensen Andreas Granlund               |
| 2023 | Tallinn                        | Ella (FIN 300), FIN Stefan Westerlund, Brändö Seglare Steffan Lindberg Thomas Hallberg                   | Ylva (GER 739), GER Ulf Kipcke, Kieler Yacht-Club Dieter Kipcke Gero Martens                             | Cirkeline (DEN 873), DEN Søren Kæstel, Hellerup Sejlklub Erik Anderson Cecille Hansen                    |
| 2024 | Halmstad                       | Isobella (GBR 808), GBR John Wulff, Royal Solent Yacht Club Cameron Tweedle Edward Donald                | RIO (DEN 745), DEN Anders Sunke, Kerteminde Sejlklub Claus Lund Niels Sunke                              | Selma (SWE 1255), SWE Anders Cederblad, Segelsällskapet Vikingarna Anders Jalmander Ola Schwarz          |
| 2025 | Hellerup                       | Cirkeline (DEN 873), DEN Søren Kæstel, Hellerup Sejlklub Erik Anderson Alex Lindegaard                   | Cancan (DEN 741), DEN Per Hovmark, Thisted Sejlklub Søren Bredal Andreas Hovmark                         | RIO (DEN 745), DEN Anders Sunke, Kerteminde Sejlklub Michael Royal Niels Sunke                           |